# 77. вечити дерби у фудбалу
77. вечити дерби у фудбалу је фудбалска утакмица одиграна у Београду 21. августа 1985. године, између Црвене звезде и Партизана. Утакмица се завршила резултатом 1 : 1 (0 : 0).